# امیلین، بخش پارزو
امیلین، بخش پارزو (به لاتین: Amelin, Parczew County) یک منطقهٔ مسکونی در لهستان است که در Gmina Siemień واقع شده‌است.